# Пятница!
«Пя́тница!» — общероссийский федеральный развлекательный телеканал. Эфирная сетка построена на оригинальных развлекательных программах собственного производства, а также производства украинских телеканалов до 2022 года. Начал вещание 1 июня 2013 года на эфирной частоте музыкально-развлекательного телеканала «MTV Россия».

## История
В начале декабря 2012 года в прессе появилась информация о возможном закрытии «MTV Россия». Спустя некоторое время генеральный директор телеканала Николай Картозия подтвердил, что 1 июня 2013 года на частоте «MTV Россия» начнёт вещание развлекательный телеканал под названием «Пятница!».
С 24 декабря 2012 до 14 апреля 2013 года на «MTV Россия» транслировались заставки с обратным отсчётом недель и дней до запуска телеканала. В конце заставки присутствовал слоган «Настройся на лето!». 
Регистрация 11 февраля 2013 года тогдашнее юридическое лицо «MTV Россия» (ООО «Энергия-ТВ») приобрело название (ООО «Телекомпания „Пятница“»).
С 15 апреля до 30 мая 2013 года на «MTV Россия» показывались анонсы предстоящих премьер. Слоган был изменён на «Настройся на Пятницу!».
В ночь с 30 на 31 мая 2013 года телеканал «Пятница!» начал тестовое вещание. В левом углу экрана располагался счётчик до старта работы.
В ночь с 31 мая на 1 июня 2013 года телеканал «Пятница!» начал полноценное вещание. В начале вещания телеканал «Пятница!» позиционировал себя как развлекательный телеканал общего профиля. В эфире по большей части присутствовали юмористические программы и небольшая часть программ эфирного «MTV Россия», но позже почти все они были закрыты. В настоящее время телеканал ориентирован на показ программ о путешествиях, активном отдыхе, шопинге.
В феврале 2014 года телеканал вошёл в структуру медиахолдинга «Газпром-Медиа» после покупки холдингом 100 % акций «Проф-Медиа», наряду с телеканалами «НТВ», «ТНТ», «2x2» и «ТВ-3».
В марте 2015 года телеканал становится частью субхолдинга «Газпром-медиа Развлекательное Телевидение» (ГПМ РТВ), его офис стал располагаться в здании бизнес-центра «Diamond Hall», вместе со штаб-квартирами телеканалов «ТНТ», «2x2» и «ТВ-3».
Телеканал претендовал на включение во второй мультиплекс цифрового телевидения в России, однако он в официальный список не попал. Также не попали и остальные каналы медиахолдинга «Проф-Медиа». Позже 30 сентября 2015 года канал вновь претендовал на включение во второй мультиплекс, и выиграл место на шестую позицию (DVB-T2), заменив спортивный телеканал «Спорт Плюс».
1 августа 2017 года в тестовом режиме начал вещание телеканал «Пятница! International», международная версия телеканала. В октябре 2017 года «Пятница! International» начал полноценное вещание.
В апреле 2018 года было запущено интернет-вещание телеканала в формате высокой чёткости на официальном сайте телеканала, а также на платформе «Яндекса». В конце июля 2018 года из-за конфликта между «Яндексом» и «Газпром-медиа» телеканал «Пятница!» вместе с другими телеканалами медиахолдинга был исключён из вещания «Яндекса».
17 октября 2018 года телеканал перешёл на формат вещания 16:9.
22 октября 2020 года телеканал подал заявку на регистрацию названий дней недели как товарных знаков в классе «Телевещание». В случае их регистрации это даст возможность запустить телеканалы «Понедельник!», «Вторник!», «Среда!», «Четверг!», «Суббота!» (прежние названия — телеканал «Супер») и «Воскресенье!». Как пояснили в холдинге «Газпром-медиа», в который входит телеканал, речь идет о «построении телевизионной экосистемы из телеканалов».
Во время новогодних каникул 2021—2022, 2022—2023, 2023—2024 и 2024—2025 годов телеканал назывался «Салатница!».
В феврале 2022 года телеканал заявил о прекращении сотрудничества с продюсером Мариной Гранкиной (студия TeenSpirit, выпускающая передачу «Орёл и решка») из-за её критики российского вторжения на Украину (телеканал заявлял о её «публичных высказываниях в адрес президента РФ»). Сама программа была окончательно снята с эфира.
В марте 2022 года также из-за вторжения России на Украину от сотрудничества с российским телевидением отказался автор и ведущий программы «Мир наизнанку» Дмитрий Комаров. «„Мир наизнанку“ больше не выходит на „Пятнице“ и на ТВ в России» — написал Комаров в Instagram.
С февраля 2023 года по решению генерального директора «Газпром-медиа» Александра Жарова, телеканал «Пятница!» прекратил выкладывание контента на «YouTube». В холдинге отметили, что строить долгосрочные деловые отношения с этой площадкой невозможно после блокировки YouTube-каналов «НТВ» и «ТНТ». Видеоконтент канала продолжает публиковаться на российском видеохостинге «Rutube». Однако с марта 2023 года, контент телеканала «Пятница!» вновь выходит на видеохостинге «YouTube».

## Смысл названия телеканала
Николай Картозия:
Вот представьте, что сейчас ранний вечер пятницы. Позади рабочая неделя: лёгкая, тяжёлая — неважно… А что впереди, зависит только от вашей фантазии. Может, вы поедете куда-то, может, хотите провести время с любимым человеком, пойти в кино, поехать на дачу или куда-то ещё. Может, это время, чтобы предаться весёлому флирту, объехать все клубы Москвы и с кем-то там познакомиться. Может, время долгожданного шопинга, поездки за границу — у кого какие возможности. Всё равно пять дней в неделю мы существуем, а настоящая жизнь начинается в пятницу. И пятница в России стала чем-то таким важным и почти национальным, что ли. И чем ещё прекрасна пятница?! Ведь завтра суббота! И сегодня можно жить на полную катушку, полными эмоциями. Пятница — это слово, заряженное только положительными коннотациями для любой аудитории.

## Вещание
Телеканал «Пятница!» входит в состав второго мультиплекса цифрового телевидения России. В 2019 году в связи с отключением аналогового телевидения в России телеканалу из федерального бюджета были выделены 1,103 млрд рублей субсидии на вещание в городах с населением менее 100 тысяч человек.
Охват эфирного и кабельного телевещания — более 729 городов России и СНГ. Спутниковая и кабельная трансляция обеспечиваются базовыми пакетами всех российских операторов.

## Доля аудитории
Доля аудитории это соотношение зрителей определённой программы или телеканала ко всем, у кого в этот момент был включен телевизор.
Доли аудитории телеканала «Пятница!» среди российских телезрителей от 14-ти до 44-х лет с 2014 по 2020 год
|               | 2014 | 2015 | 2016 | 2017 | 2018 | 2019 | 2020 |
| ------------- | ---- | ---- | ---- | ---- | ---- | ---- | ---- |
| Показатели, % | 2,2  | 2,7  | 2,9  | 3,2  | 3,5  | 3,9  | 4,2  |

## Руководство
Генеральный директор
- Николай Картозия (с 2013 года)

Заместители Генерального директора
- Валентина Куликова[31]
- Сергей Евдокимов[31]

Генеральные продюсеры
- Николай Картозия (2013—2017)
- Сергей Евдокимов (с 2017 года)[5]

Главные продюсеры
- Николай Головин (2014[32]—2019[33])

Главные режиссёры
- Илья Куликов[31]

Исполнительные продюсеры
- Михаил Коваленко[31]

Креативные директора
- Екатерина Ковалева (2017[34]—2020[35])

Маркетинг-директора
- Кирилл (Кира) Ласкари (2013[36]—2017[37])
- Артемий Гладченко (с 2019 года)[38]

Арт-директора
- Валерия (Лера) Шимчук

## Награды
| Год  | Премия                                          | Категория                                    | Название | Ведущие                               | Результат |
| ---- | ----------------------------------------------- | -------------------------------------------- | --- | ------------------------------------- | --------- |
| 2014 | Индустриальная телевизионная премия ТЭФИ — 2014 | Развлекательная программа «Образ жизни»      | «Орёл и решка. На краю света»                                                                                             | Регина Тодоренко, Коля Серга          | Победа    |
| 2014 | «Общество защиты прав потребителя»              | «Знак качества»                              | «Ревизорро» | Елена Летучая                         | Победа    |
| 2015 | «Общественное признание»                        | «Наши на федеральном уровне»                 | «Ревизорро» | Елена Летучая                         | Победа    |
| 2016 | Индустриальная телевизионная премия ТЭФИ — 2016 | Развлекательная программа «Образ жизни»      | «Орёл и решка. Кругосветка»                                                                                               | Регина Тодоренко, Леся Никитюк        | Победа    |
| 2016 | Индустриальная телевизионная премия ТЭФИ — 2016 | Журналистское расследование                  | «Ревизорро» | Елена Летучая                         | Победа    |
| 2016 | Индустриальная телевизионная премия ТЭФИ — 2016 | Вечернее ток-шоу                             | «Ревизорро-шоу» | Кирилл Нагиев                         | Победа    |
| 2017 | Индустриальная телевизионная премия ТЭФИ — 2017 | Реалити-шоу                                  | «Пацанки» | Мария Третьякова                      | Победа    |
| 2018 | Индустриальная телевизионная премия ТЭФИ — 2018 | Развлекательная программа «Образ жизни»      | «Орёл и решка» | Антон Птушкин, Анастасия Ивлеева      | Победа    |
| 2018 | Индустриальная телевизионная премия ТЭФИ — 2018 | Журналистское расследование                  | «Ревизорро» | Настасья Самбурская                   | Победа    |
| 2018 | Индустриальная телевизионная премия ТЭФИ — 2018 | Телевизионный продюсер сезона                | «Ревизорро. Московский сезон», «Секретный миллионер», «Наследники», «Инстаграмщицы», «Мейкаперы», «Голос улиц», «Любимцы» | Николай Картозия                      | Победа    |
| 2019 | Индустриальная телевизионная премия ТЭФИ — 2019 | Утренняя программа                           | «Утро Пятницы» | Валерия Дергилёва, Арина Скоромная    | Победа    |
| 2019 | Индустриальная телевизионная премия ТЭФИ — 2019 | Ведущий утренней программы                   | «Регина+1» | Регина Тодоренко                      | Победа    |
| 2019 | Индустриальная телевизионная премия ТЭФИ — 2019 | Развлекательная программа «Образ жизни»      | «Секретный миллионер» | —                                     | Победа    |
| 2019 | Индустриальная телевизионная премия ТЭФИ — 2019 | Просветительская программа                   | «Мир наизнанку» | Дмитрий Комаров                       | Победа    |
| 2019 | Индустриальная телевизионная премия ТЭФИ — 2019 | Документальный проект                        | «Попроси у неба» | Семён Закружный                       | Победа    |
| 2019 | Индустриальная телевизионная премия ТЭФИ — 2019 | Журналистское расследование                  | «Инсайдеры» | —                                     | Победа    |
| 2019 | Индустриальная телевизионная премия ТЭФИ — 2019 | Программа для детей и юношества              | «Орёл и решка. Семья» | Катерина Гордеева, Николай Солодников | Победа    |
| 2019 | Индустриальная телевизионная премия ТЭФИ — 2019 | Информационная программа                     | «Пятница! News» | Игорь Лантратов, Ольга Роева          | Победа    |
| 2019 | Индустриальная телевизионная премия ТЭФИ — 2019 | Развлекательное ток-шоу прайм-тайма          | «AGENT SHOW» | Анастасия Ивлеева                     | Победа    |
| 2019 | Индустриальная телевизионная премия ТЭФИ — 2019 | Ведущий развлекательного ток-шоу прайм-тайма | «AGENT SHOW» | Анастасия Ивлеева                     | Победа    |
| 2019 | Индустриальная телевизионная премия ТЭФИ — 2019 | Лучший актёр телевизионного фильма/сериала   | «Мылодрама» | Сергей Бурунов                        | Победа    |